# (724) Хапаг
(724) Хапаг (нем. Hapag) — астероид главного пояса, открытый 21 октября 1911 года австрийским астрономом Иоганном Пализой в Венской обсерватории и назван в честь гамбургского предприятия HAPAG.

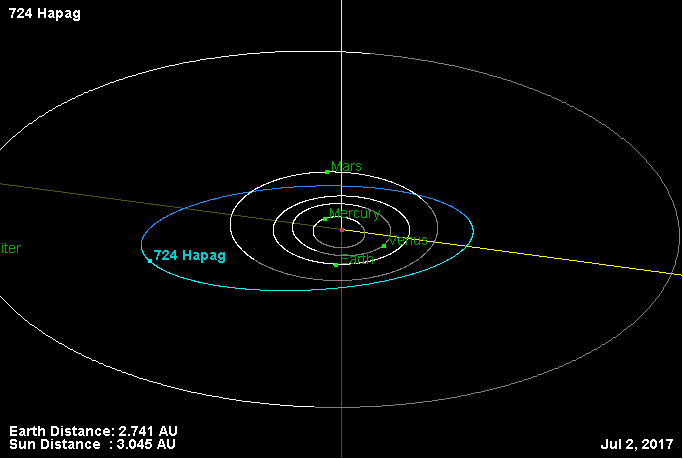
Орбита астероида Хапаг и его положение в Солнечной системе